# Форсайт, Дэвид
Дэвид Форсайт (англ. David Forsyth, 16 мая 1854, Олнесс — 30 декабря 1909, Данидин) — шотландский и новозеландский шахматист, шахматный журналист. Чемпион Новой Зеландии 1901 г.

## Биография
Родился в семье фермера и мирового судьи Дэвида Форсайта-старшего.
Научился играть в шахматы в возрасте 26 лет. В 1883 г. вступил в Шахматный клуб Глазго. Был секретарем, а позже казначеем клуба. В 1884 г. участвовал в чемпионате Шотландии. На состоявшемся тогда же конгрессе Шахматной федерации Шотландии был избран секретарем и казначеем федерации.
Был редактором шахматных отделов газет «Glasgow Weekly Herald» и «Weekly Scotsman». В 1883 г. в «Glasgow Weekly Herald» впервые обнародовал изобретенную им систему записи шахматных позиций. Сейчас эта система известна как нотация Форсайта — Эдвардса (программист Стивен Эдвардс адаптировал ее для компьютерного использования).
В 1887 г. переехал в Эдинбург. Стал чемпионом городского шахматного клуба. Работал секретарем клуба. Организовал ряд матчей между Эдинбургом и командами Глазго, Данди и Ньюкасла. Также содействовал организации матча по переписке Шотландия — Ирландия (1886—1887 гг.).
После переезда в Новую Зеландию сотрудничал с газетой «Otago Witness».
Помимо шахмат, интересовался игрой го. С февраля 1902 по март 1903 гг. в «Otago Witness» регулярно выходила рубрика, посвященная го. Вероятно, это было первое появление го в периодической печати.

## Спортивные результаты
| Год  | Город      | Соревнование             | + | − | = | Результат | Место |
| ---- | ---------- | ------------------------ | - | - | - | --------- | ----- |
| 1884 | Глазго     | Чемпионат Шотландии      |   |   |   |           | [ 3 ] |
| 1889 | Эдинбург   | Чемпионат Шотландии      |   |   |   | 5½ из 10  | [ 4 ] |
| 1901 | Крайстчерч | Чемпионат Новой Зеландии |   |   |   |           | 1     |